# Maxine Corcoran
Maxine Corcoran (geb. Johnson; * 22. September 1954; † 29. November 2011) war eine australische Sprinterin, die sich auf den 400-Meter-Lauf spezialisiert hatte.
1978 wurde sie bei den Commonwealth Games in Edmonton Achte im Einzelbewerb und gewann Silber in der 4-mal-400-Meter-Staffel.
Bei den Commonwealth Games 1982 in Brisbane schied sie über 400 m im Halbfinale aus.
1978 und 1979 (mit ihrer persönlichen Bestzeit von 52,04 s) wurde sie Australische Meisterin.
Nach ihrer aktiven Karriere wirkte sie als Trainerin, zuletzt für die Mittelstreckenläuferin Kelly Hetherington. Im Alter von 57 Jahren erlag sie einem Hirntumor.